# Sandra Flores
Sandra Lorena Flores Vaccari (Lima, 27 de abril de 1972), fue una nadadora peruana, ahora entrenadora. Campeona sudamericana Master.
Estudió en el Villa María, y se inició en la natación a la edad de 5 años en el Club San Isidro. Actualmente entrena en el club Deporclub ubicado en Rinconada del Lago.

## Trayectoria

### Como nadadora
- 1980 - ?: Club San Isidro.
- 2002 - 2008: Aquatica Sports Center.
- 2008 - ?: Deporclub.

### Como entrenadora
- Desde 2008: Deporclub.